# 완주우체국
완주우체국(完州郵遞局)은 과학기술정보통신부 우정사업본부 전북지방우정청 소속의 우편물 취급기관이다.

## 연혁
- 1917년: 완주우체국 개국
- 2000년 12월 4일 : 집배광역화를 위해 완주군 소양면, 이서면 우편구역을 완주우체국으로, 완주군 운주면, 동상면 우편구역을 완주고산우체국으로 통합[1]
- 2014년 1월 1일: 우편구역을 다음과 같이 고시[2]

| 배달국         | 배달구역                                                                               | 구역번호                    |
| -------------- | -------------------------------------------------------------------------------------- | --------------------------- |
| 완주우체국     | 삼례읍 · 봉동읍 · 소양면 · 용진면 (단, 구이면 · 상관면 · 이서면은 전주우체국에서 배달) | 55313 ~ 55343 55346 ~ 55357 |
| 완주고산우체국 | 고산면 · 경천면 · 동상면 · 비봉면 · 운주면 · 화산면                                    | 55300 ~ 55312 55344 ~ 55345 |

- 2014년 10월 31일: 관할 완주공단우체국이 우체국 합리화 대상국으로 지정되어 폐국[3]
- 2016년 9월 1일: 완주경천출장소, 완주구이우체국, 완주운주우체국 점심시간 휴무 시행[4]
- 2017년 3월 1일: 완주소양우체국 점심시간 휴무 시행[5]
- 2017년 4월 1일: 관할 완주경천출장소 업무 취급시간 단축[6]
- 2017년 5월 1일: 전주과학산업단지출장소가 전주과학산업단지우체국(6급)으로 승격[7]
- 2018년 11월 2일: 완주상관우체국 별정우체국 지정 취소[8] 및 별정우체국 폐국[9]
- 2018년 11월 5일: 완주상관우체국(6급) 신설[9]
- 2020년 9월 29일 : 우석대학교우편취급국 위탁계약 해지 및 업무종료[10]
- 2020년 10월 5일 : 우석대학교우편취급국 위탁계약 체결 및 업무 재개시[10]
- 2021년 5월 1일 : 우석대학교우편취급국 점심시간 휴무 시행[11]

## 관할 우체국
| 우체국명               | 사진 | 주소                                          | 비고                                                 |
| ---------------------- | ---- | --------------------------------------------- | ---------------------------------------------------- |
| 완주경천출장소         |      | 전북특별자치도 완주군 경천면 대둔산로 238     | 2017년 4월 1일부터 시간제우체국 시행                 |
| 완주고산우체국         |      | 전북특별자치도 완주군 고산면 고산로 96        |                                                      |
| 완주공단우체국         |      | 전북특별자치도 완주군 봉동읍 완주산단5로 97-5 | 2014년 10월 31일 폐국                                |
| 완주구이우체국         |      | 전북특별자치도 완주군 구이면 하학길 6         | 점심시간 휴무 시행                                   |
| 완주동상우체국         |      | 전북특별자치도 완주군 동상면 동상로 1412      | 별정우체국                                           |
| 완주봉동우체국         |      | 전북특별자치도 완주군 봉동읍 봉동로 157       |                                                      |
| 완주비봉우체국         |      | 전북특별자치도 완주군 비봉면 비봉소농길 27    |                                                      |
| 완주상관우체국         |      | 전북특별자치도 완주군 상관면 신리로 59        | 2018년 11월 2일 별정우체국 폐국 2018년 11월 5일 신설 |
| 완주소양우체국         |      | 전북특별자치도 완주군 소양면 소양로 232       | 별정우체국 점심시간 휴무 시행                        |
| 완주용진우체국         |      | 전북특별자치도 완주군 용진면 완주로 178       |                                                      |
| 완주운주우체국         |      | 전북특별자치도 완주군 운주면 운주로 108       | 별정우체국 점심시간 휴무 시행                        |
| 완주이서우체국         |      | 전북특별자치도 완주군 이서면 이서로 65        | 별정우체국 점심시간 휴무 시행                        |
| 완주화산우체국         |      | 전북특별자치도 완주군 화산면 화산로 830-18    |                                                      |
| 우석대학교우편취급국   |      | 전북특별자치도 완주군 삼례읍 삼례로 443       | 점심시간 휴무 시행                                   |
| 전주과학산업단지우체국 |      | 전북특별자치도 완주군 봉동읍 둔산3로 102      | 2017년 5월 1일 전주과학산업단지출장소에서 승격       |